# Australische Cricket-Nationalmannschaft in den West Indies in der Saison 1977/78
Die Tour der australischen Cricket-Nationalmannschaft auf die West Indies in der Saison 1977/78 fand vom 22. Februar bis zum 3. Mai 1978 statt. Die internationale Cricket-Tour war Bestandteil der Internationalen Cricket-Saison 1977/78 und umfasste fünf Tests und zwei ODIs. Die West Indies gewannen die Test-Serie 3–1, während die ODI-Serie 1–1 unentschieden endete.

## Vorgeschichte
Australien spielte zuvor eine Tour gegen Indien, für die West Indies war es die erste Tour der Saison.
Das letzte Aufeinandertreffen der beiden Mannschaften bei einer Tour fand in der Saison 1975/76 in Australien statt.

## Stadien
Die folgenden Stadien wurden für die Tour als Austragungsort vorgesehen.
| Stadt         | Land                | Stadion                   | Kapazität | Spiele       |
| ------------- | ------------------- | ------------------------- | --------- | ------------ |
| Bridgetown    | Barbados            | Kensington Oval           | 11.000    | 2. Test      |
| Castries      | St. Lucia           | Mindoo Phillip Park       | 5.000     | 2. ODI       |
| Georgetown    | Guyana              | Bourda Cricket Ground     | 25.000    | 3. Test      |
| Kingston      | Jamaika             | Sabina Park               | 20.000    | 5. Test      |
| Port of Spain | Trinidad und Tobago | Queen’s Park Oval         | 25.000    | 1. & 4. Test |
| St. John’s    | Antigua und Barbuda | Antigua Recreation Ground | 12.000    | 1. ODI       |

## Kaderlisten
| Test | Test | ODI | ODI |
| West Indies | Australien | West Indies | Australien |
| --- | --- | --- | --- |
| - Clive Lloyd (K) - Alvin Kallicharran (VK) - Richard Austin - Faoud Bacchus - Colin Croft - Joel Garner - Larry Gomes - Alvin Greenidge - Gordon Greenidge - Desmond Haynes - Vanburn Holder - David Murray (wk) - Deryck Murray (wk) - Derick Parry - Norbert Phillip - Viv Richards - Andy Roberts - Irvine Shivnarine - Basil Williams | - Bob Simpson (K) - Ian Callen - Wayne Clark - Gary Cosier - Rick Darling - Jim Higgs - Trevor Laughlin - David Ogilvie - Steve Rixon (wk) - Craig Serjeant - Jeff Thomson - Peter Toohey - Graeme Wood - Graham Yallop - Bruce Yardley | - Deryck Murray (K, wk) - Alvin Kallicharran (VK) - Richard Austin - Faoud Bacchus - Sylvester Clarke - Colin Croft - Wayne Daniel - Joel Garner - Larry Gomes - Alvin Greenidge - Desmond Haynes - Vanburn Holder - Derick Parry - Norbert Phillip - Viv Richards - Andy Roberts - Irvine Shillingford - Sew Shivnarine | - Bob Simpson (K) - Ian Callen - Wayne Clark - Gary Cosier - Rick Darling - Trevor Laughlin - Steve Rixon (wk) - Jeff Thomson - Peter Toohey - Graeme Wood - Graham Yallop |

## Tour Matches
Australien bestritt sechs Tour-Matches.

## One-Day Internationals

### Erstes ODI in St. John’s
| 22. Februar Scorecard | St. John’s | West Indies 313-9 (50)                           | – | Australien 181-7 (36/36) |
|                       |            | West Indies gewinnt mit 44 Runs (Revised Target) |   |                          |

Australien gewann den Münzwurf und entschied sich als Feldmannschaft zu beginnen.

### Zweites ODI in Castries
| 12. April Scorecard | Castries | West Indies 139 (34.4)           | – | Australien 140-8 (35) |
|                     |          | Australien gewinnt mit 2 Wickets |   |                       |

Die West Indies gewannen den Münzwurf und entschieden sich als Schlagmannschaft zu beginnen.

## Tests

### Erster Test in Port of Spain
| 3. – 5. März Scorecard | Port of Spain | Australien 90 (35.1) & 209                         | – | West Indies 405 (109.5) |
|                        |               | West Indies gewinnt mit einem Innings und 106 Runs |   |                         |

Die West Indies gewannen den Münzwurf und entschieden sich als Feldmannschaft zu beginnen.

### Zweiter Test in Bridgetown
| 17. – 19. März Scorecard | Bridgetown | Australien 250 (65.1) & 178 (48)  | – | West Indies 288 (71) & 141-1 (36.5) |
|                          |            | West Indies gewinnt mit 9 Wickets |   |                                     |

Die West Indies gewannen den Münzwurf und entschieden sich als Feldmannschaft zu beginnen.

### Dritter Test in Georgetown
| 31. März – 5. April Scorecard | Georgetown | West Indies 205 (60.2) & 439 (116.4) | – | Australien 286 (83) & 362-7 (101) |
|                               |            | Australien gewinnt mit 3 Wickets     |   |                                   |

Die West Indies gewannen den Münzwurf und entschieden sich als Schlagmannschaft zu beginnen.

### Vierter Test in Port of Spain
| 15. – 18. April Scorecard | Port of Spain | West Indies 292 & 290 (101.2)    | – | Australien 290 (90) & 94 (43.4) |
|                           |               | West Indies gewinnt mit 198 Runs |   |                                 |

Australien gewann den Münzwurf und entschied sich als Feldmannschaft zu beginnen.

### Fünfter Test in Kingston
| 28. April – 3. Mai Scorecard | Kingston | Australien 343 (147.4) & 305-3d (86) | – | West Indies 280 (90.4) & 258-9 (96.4) |
|                              |          | Remis                                |   |                                       |

Australien gewann den Münzwurf und entschied sich als Schlagmannschaft zu beginnen.